# Équipe de Biélorussie de hockey sur glace
Cet article traite de l'équipe masculine. Pour l'équipe féminine, voir Équipe de Biélorussie féminine de hockey sur glace.
L'équipe de Biélorussie de hockey sur glace est la sélection nationale de Biélorussie regroupant les meilleurs joueurs de hockey sur glace biélorusses lors des compétitions internationales. L'équipe est sous la tutelle de la fédération de Biélorussie de hockey sur glace (Фэдэрацыя хакея Рэспублікі Беларусь). L'équipe est classée 14e du classement IIHF en 2021 .
La meilleure performance de l'équipe en compétition internationale fut en 2002, alors que l'équipe termina au 4e rang, à la suite de l'élimination surprise de l'Équipe de Suède de hockey sur glace grâce à un but d'Ouladzimir Kopats.

## Effectif
| No    | Nom                     | Position       | Club                        |
| ----- | ----------------------- | -------------- | --------------------------- |
| +002, | Ilia Soloviov           | Défenseur      | HK Dinamo Minsk             |
| +007, | Stepan Falkovski        | Défenseur      | HK Dinamo Minsk             |
| +008, | Illia Chynkevitch       | Défenseur      | HK Dinamo Minsk             |
| +009, | Stanislav Lopatchouk    | Attaquant      | HK Iounost Minsk            |
| +010, | Nick Bailen             | Défenseur      | Traktor Tcheliabinsk        |
| +012, | Alekseï Protas          | Attaquant      | Bears de Hershey            |
| +013, | Mikhaïl Stefanovitch    | Attaquant      | HK Iounost Minsk            |
| +014, | Iawhen Lissavets        | Défenseur      | Salavat Ioulaïev Oufa       |
| +015, | Artsiom Dziamko         | Attaquant      | HK Dinamo Minsk             |
| +016, | Geoff Platt - A         | Attaquant      | Salavat Ioulaïev Oufa       |
| +017, | Iegor Charangovitch - C | Attaquant      | Devils du New Jersey        |
| +018, | Kristian Khenkel - A    | Défenseur      | Ak Bars Kazan               |
| +019, | Nikita Komarov          | Attaquant      | Avangard Omsk               |
| +021, | Vladislav Kodola        | Attaquant      | Severstal Tcherepovets      |
| +022, | Francis Paré            | Attaquant      | Avangard Omsk               |
| +030, | Konstantin Chostak      | Gardien de but | Severstal Tcherepovets      |
| +031, | Danny Taylor            | Gardien de but | HK Dinamo Minsk             |
| +040, | Alekseï Kolossov        | Gardien de but | HK Dinamo Minsk             |
| +073, | Dmitri Znakharenko      | Défenseur      | HK Dinamo Minsk             |
| +074, | Siarheï Kastsitsyne     | Attaquant      | Bratislava Capitals         |
| +081, | Siarheï Drozd           | Attaquant      | HK Iounost Minsk            |
| +085, | Andreï Antonov          | Défenseur      | HK Iounost Minsk            |
| +088, | Guerman Nesterov        | Attaquant      | HK Homiel                   |
| +089, | Dzmitry Korabaw         | Défenseur      | Salavat Ioulaïev Oufa       |
| +090, | Danila Klimovitch       | Attaquant      | Minskie Zubry               |
| +092, | Shane Prince            | Attaquant      | Avtomobilist Iekaterinbourg |
| +093, | Andreï Belevitch        | Attaquant      | Torpedo Nijni Novgorod      |
| +094, | Vladislav Ieromenko     | Défenseur      | HK Dinamo Minsk             |

## Résultats

### Jeux olympiques
- 1920-1992 - Ne participe pas
- 1994 - Non qualifiés
- 1998 - 7e place
- 2002 - 4e place
- 2006 - Non qualifiés
- 2010 - 9e place
- 2014 - Non qualifié
- 2018 - Non qualifié
- 2022 - Non qualifié

### Championnats du monde
La Biélorussie commence les Championnats du monde de hockey sur glace en 1994 dans la division C. L'équipe monte assez rapidement dans le groupe élite, dans lequel elle reste majoritairement malgré quelques relégations jusqu'en 2018.
- 1994 - 22e place (2e de la Poule C)
- 1995 - 21e place (1re de la Poule C)
- 1996 - 15e place (3e de la Poule B)
- 1997 - 13e place (1re de la Poule B)
- 1998 - 8e place
- 1999 - 9e place
- 2000 - 9e place
- 2001 - 14e place
- 2002 - 1re de Division I, Groupe A
- 2003 - 14e place
- 2004 - 1re de Division I, Groupe A
- 2005 - 10e place
- 2006 - 6e place
- 2007 - 11e place
- 2008 - 9e place
- 2009 - 8e place
- 2010 - 10e place
- 2011 - 14e place
- 2012 - 14e place
- 2013 - 14e place
- 2014 - 7e place
- 2015 - 7e place
- 2016 - 12e place
- 2017 - 13e place
- 2018 - 15e place
- 2019 - 2e de Division IA
- 2020 - Annulé en raison du coronavirus
- 2021 - 15e place
- 2021 - Suspendu
- 2022 - Suspendu
- 2023 - Suspendu
- 2024 - Suspendu

Note :  Promue ;  Reléguée

## Classement mondial
| Année     | Rang | Points | Progression |
| --------- | ---- | ------ | ----------- |
| 2003      | 13   | 2 955  |             |
| 2004      | 13   | 2 590  | ±0          |
| 2005      | 12   | 2 430  | +1          |
| Mai 2006  | 10   | 3 230  | +2          |
| 2007      | 9    | 3 025  | +1          |
| 2008      | 9    | 2 845  | ±0          |
| 2009      | 8    | 2 660  | +1          |
| Fév. 2010 | 9    | 3 400  | -1          |
| Mai 2010  | 10   | 3 360  | -1          |
| 2011      | 11   | 3 025  | -1          |
| 2012      | 13   | 2 705  | -2          |

| Année     | Rang | Points | Progression |
| --------- | ---- | ------ | ----------- |
| 2013      | 14   | 2 410  | -1          |
| Fév. 2014 | 15   | 3 030  | -1          |
| Mai 2014  | 11   | 3 170  | +4          |
| 2015      | 9    | 3 075  | +2          |
| 2016      | 9    | 2 820  | ±0          |
| 2017      | 10   | 2 535  | -1          |
| Fev. 2018 | 11   | 3 200  | -1          |
| Mai 2018  | 14   | 3 085  | -3          |
| 2019      | 14   | 2 735  | ±0          |
| 2020      | 13   | 2545   | +1          |
| 2021      | 14   | 2 320  | -1          |

## Équipe junior moins de 20 ans

### Championnats d'Europe junior
- 1994 - 1re du groupe B
- 1995 - 7e du groupe A
- 1996 - 8e du groupe A
- 1997 - 4e du groupe A
- 1998 - 5e du Groupe B

### Championnats du monde junior
La Biélorussie participe dès 1995, ratant la qualification pour 1994.
- 1995 - 4e du groupe C
- 1996 - 4e du groupe C
- 1997 - 1re du groupe C
- 1998 - 1re du groupe B
- 1999 - 10e place
- 2000 - 1re du groupe B
- 2001 - 9e place
- 2002 - 9e place
- 2003 - 10e place
- 2004 - 1er de la Division I, Groupe B
- 2005 - 10e place
- 2006 - 1er de la Division I, Groupe B
- 2007 - 9e place
- 2008 - 2e de la Division I, Groupe B
- 2009 - 2e de la Division I, Groupe A
- 2010 - 2e de la Division I, Groupe B
- 2011 - 2e de la Division I, Groupe A
- 2012 - 2e de la Division IA
- 2013 - 2e de la Division IA
- 2014 - 3e de la Division IA
- 2015 - 1er de la Division IA
- 2016 - 10e place
- 2017 - 1er de la Division IA
- 2018 - 10e place
- 2019 - 2e de la Division IA
- 2020 - 3e de la Division IA
- 2021 - Annulé en raison du coronavirus
- 2022 - 1er de la Division IA (suspendu)
- 2023 - Suspendu
- 2024 - Suspendu

## Équipe des moins de 18 ans

### Championnats du monde moins de 18 ans
L'équipe des moins de 18 ans participe dès la première édition.
- 1999 - 1re du groupe B
- 2000 - 10e place
- 2001 - 1re de Division I
- 2002 - 5e place
- 2003 - 8e place
- 2004 - 9e place
- 2005 - 1re de Division I, Groupe A
- 2006 - 9e place
- 2007 - 1re de Division I, Groupe A
- 2008 - 9e place
- 2009 - 1re de Division I, Groupe A
- 2010 - 10e place
- 2011 - 4e de Division I, Groupe B
- 2012 - 1re de Division I, Groupe A
- 2013 - 4e de Division IA
- 2014 - 4e de Division IA
- 2015 - 2e de Division IA
- 2016 - 1re de Division IA
- 2017 - 9e place
- 2018 - 8e place
- 2019 - 5e place
- 2020 - Annulé en raison du coronavirus
- 2021 - 6e place
- 2022 - Suspendu
- 2023 - Suspendu
- 2024 - Suspendu